# Brownsville (Texas)
Brownsville és una ciutat ubicada al comtat de Cameron, al sud-est de Texas. D'acord amb el cens de l'any 2000 tenia 139.722 habitants. La seva extensió territorial és de 215 km², la ciutat més gran de la Vall del Rio Grande, amb 208.2 km² de terra i 6.8 km² (2.6 square milles) d'aigua.